# Matiá
Matiá (en griego, Μαθιά) es un pueblo de Grecia ubicado en la isla de Creta. Pertenece a la unidad periférica de Heraclión, al municipio de Minoa Pediada y a la unidad municipal de Kasteli. En el año 2011 contaba con una población de 167 habitantes.
En los alrededores de este pueblo se han encontrado restos arqueológicos de asentamientos y tumbas, así como varias pithoi, de los periodos minoico medio (en el sitio llamado Stavroplaka) y minoico reciente (en el sitio de Katalimata), además de otros restos de periodos posteriores.

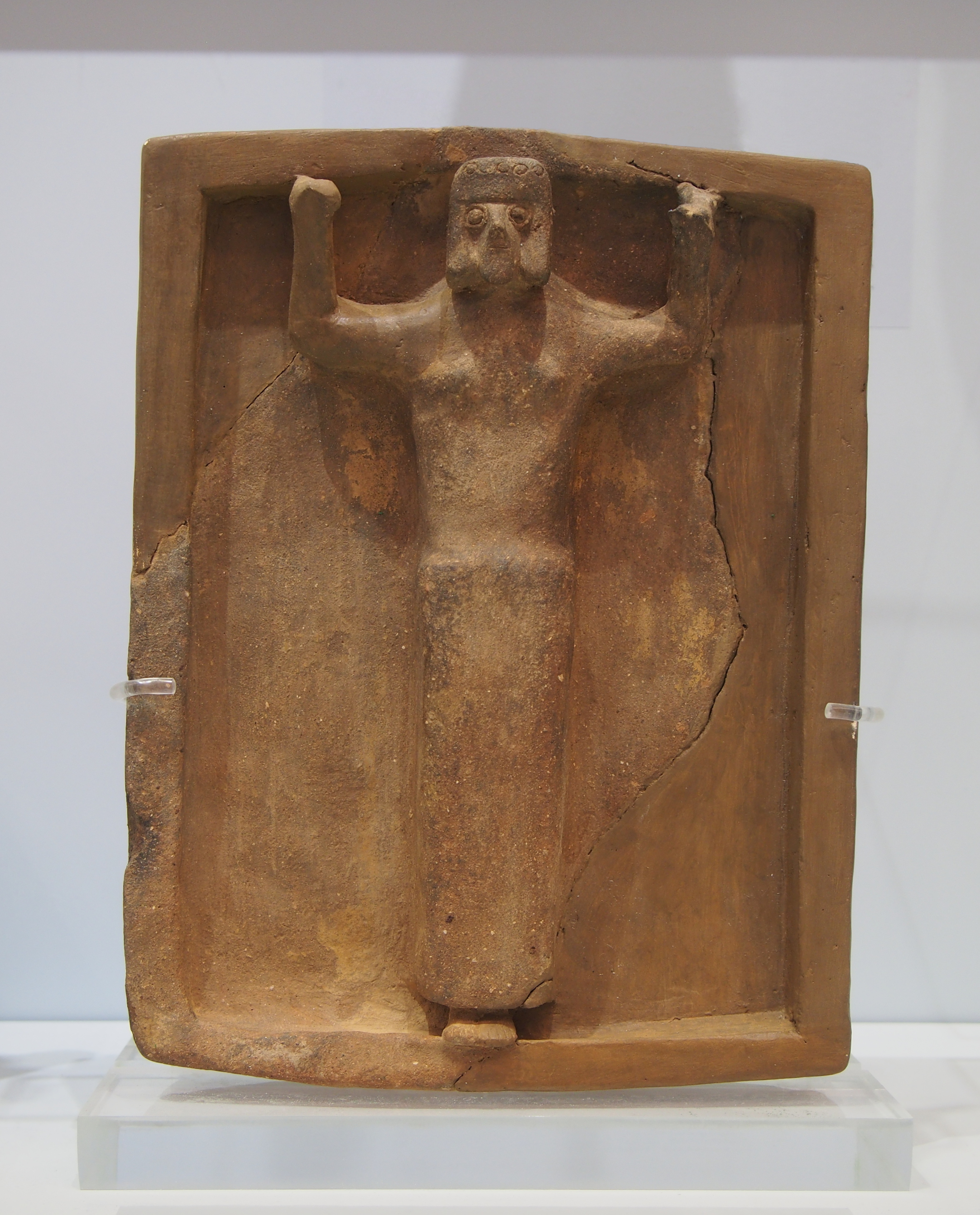
Figura del periodo arcaico hallada en Matiá, Museo Arqueológico de Heraclión.

También hay varias iglesias, entre las que destaca la de Agios Georgios, con pinturas murales del siglo XIV.